# Anahita concreata
Anahita concreata là một loài nhện trong họ Ctenidae.
Loài này thuộc chi Anahita. Anahita concreata được Pierre L. G. Benoit miêu tả năm 1977.